# Pediana
Pediana is een geslacht van spinnen uit de  familie van de Sparassidae (jachtkrabspinnen).

## Soorten
- Pediana aurochelis Strand, 1907
- Pediana horni (Hogg, 1896)
- Pediana longbottomi Hirst, 1996
- Pediana mainae Hirst, 1995
- Pediana occidentalis Hogg, 1903
- Pediana paradoxa Hirst, 1996
- Pediana regina (L. Koch, 1875)
  - Pediana regina isopedina Strand, 1913
- Pediana temmei Hirst, 1996
- Pediana tenuis Hogg, 1903
- Pediana webberae Hirst, 1996